# Ias Stiftung
Die ias Stiftung bildet das Dach der ias-Gruppe. Zu den Unternehmen zählen ias Aktiengesellschaft, ias health & safety GmbH, ias PREVENT GmbH, AMVZ Arbeitsmedizinisches Vorsorgezentrum GmbH und ias mental health GmbH. Die ias-Gruppe ist ein Unternehmensverbund im Arbeitsschutz, Gesundheitsschutz und Betrieblichen Gesundheitsmanagement. Die Abkürzung „ias“ steht für „Institut für Arbeits- und Sozialhygiene Stiftung“.
Die ias Stiftung nahm im Jahr 1976 ihre Tätigkeit auf. Im Jahr 1977 erfolgte die Errichtung der Stiftung und Genehmigung durch das Ministerium für Arbeit, Gesundheit und Sozialordnung Baden-Württemberg. Im Rahmen des Stiftungsauftrages führt die ias-Gruppe Forschungsarbeiten und Studien zu den Themen Arbeitswelt, Gesundheit und Leistungsfähigkeit durch.
Die ias Unternehmensberatung wurde zum 31. Dezember 2021 aufgelöst. Die Ge.on Betriebliches Gesundheitsmanagement GmbH und Ge.on Case Management GmbH firmieren seit Januar 2022 als ias mental health GmbH.

## Stiftungsauftrag

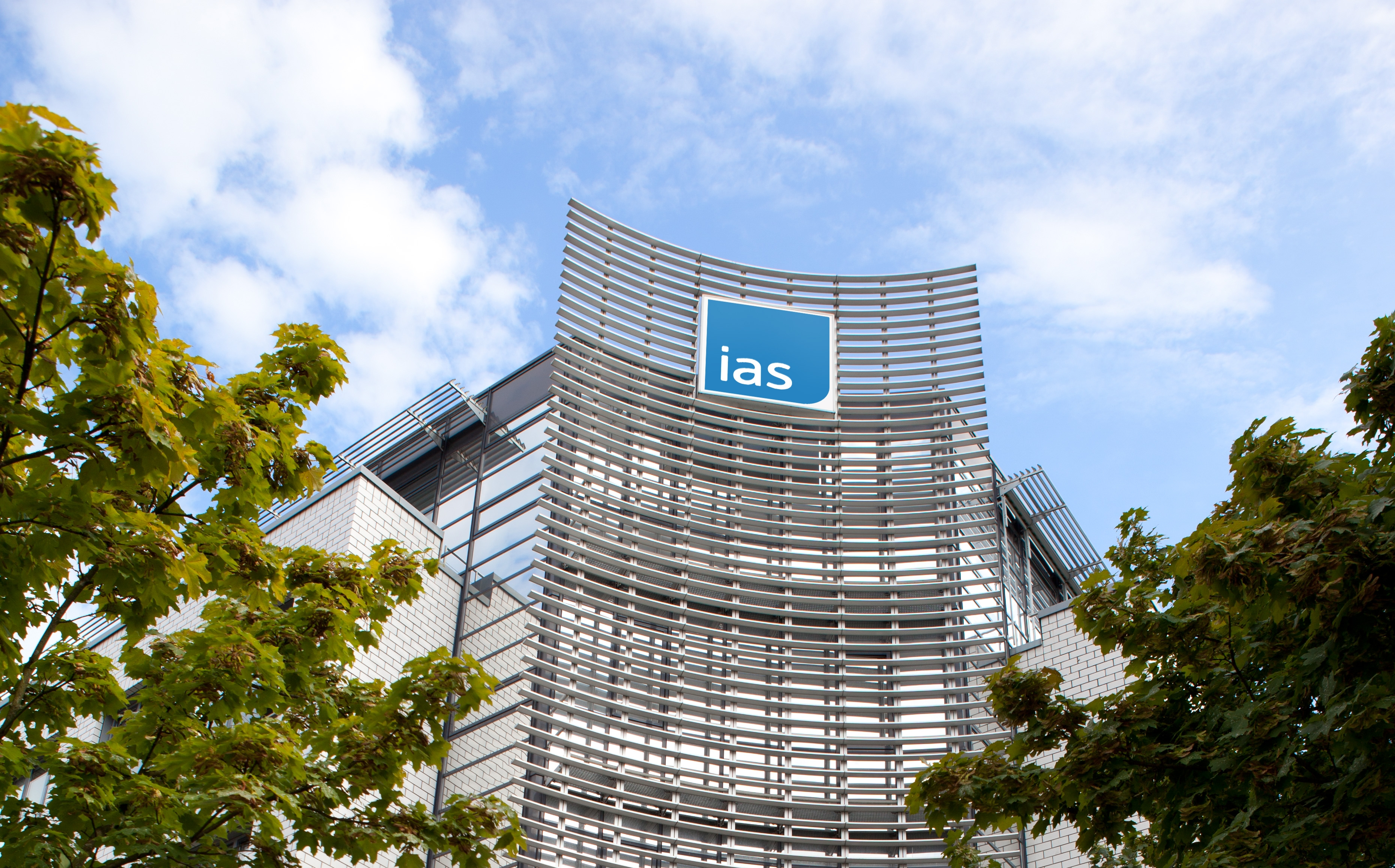
Sitz der ias Stiftung in Karlsruhe

Zu den Zielen der ias Stiftung zählen die Förderung, Erhaltung und Wiederherstellung der Gesundheit des Menschen am Arbeitsplatz, in der Umwelt und im privaten Bereich sowie die Arbeitssicherheit, die Arbeitsgestaltung und der Umweltschutz.
Die Stiftung fördert dabei die interdisziplinäre und internationale Zusammenarbeit von Medizinern, Ingenieuren, Psychologen und anderen Fachleuten des Gesundheitsschutzes, der Arbeitssicherheit und des Umweltschutzes. Die Stiftung betreibt Aus-, Weiter- und Fortbildung auf ihren Tätigkeitsgebieten, führt eigene Forschungsarbeiten und Begutachtungen durch und vergibt Forschungsaufträge an andere Institutionen. Die Arbeitsergebnisse der Stiftung werden durch Publikationen und Vorträge der Öffentlichkeit zugänglich gemacht.

## Studien
- 2019: Studie: BGM im Mittelstand 2019 / 2020. Das Betriebliche Gesundheitsmanagement in Zeiten der digitalen Transformation
- 2018: Studie: Die Kraft zur Veränderung – Außen agil, innen traditionell? Unternehmen zwischen den Welten[9]
- 2017: Die Kraft zur Veränderung – Über den Umgang mit dem permanenten Wandel in der Arbeitswelt
- 2016: Die Digitalisierung der Arbeitswelt – Auswirkungen auf Gesundheit und Leistungsfähigkeit
- 2015: BGM im Mittelstand 2015. Ziele, Instrumente und Erfolgsfaktoren für das Betriebliche Gesundheitsmanagement

## Forschung
- 2017: Forschungsprojekt „PräDiTec“: Die Aktiengesellschaft unterstützt das Forschungsprojekt „PräDiTec“ des Bundesministeriums für Bildung und Forschung zum Thema Digitalisierung. „PräDiTec“ steht für „Prävention für sicheres und gesundes Arbeiten mit digitalen Technologien“. Untersucht werden die Belastungen von Wissensarbeiterinnen und -arbeitern durch die fortschreitende Digitalisierung des Arbeitsalltags. Pressemeldungen[10]
- 2018: die ias Aktiengesellschaft fördert eine Juniorprofessur für Arbeits- und Organisationspsychologie an der Leuphana Universität Lüneburg. Zusätzlich stellt die ias AG Mittel für die Forschung bereit. Ein Arbeitsschwerpunkt ist die Erforschung des Zusammenhangs von Gesundheit, Arbeit, Alter und Digitalisierung.

## Engagement
In den Jahren 2015 bis 2018 richtete die ias-Gruppe als Mitinitiator gemeinsam mit EuPD Research Sustainable Management und Handelsblatt den „Corporate Health Award“ (Auszeichnung für Betriebliches Gesundheitsmanagement in Deutschland) aus.

## Tätigkeitsfelder
Tätigkeit auf den Gebieten Arbeitsmedizin, Umweltmedizin, Präventivmedizin sowie Sicherheitstechnik, Arbeitshygiene, Umweltschutz, Arbeitsplatz- und Umweltmessungen, Verkehrsmedizin und Verkehrspsychologie, Betriebs- und Organisationspsychologie und alle sonstigen Tätigkeiten, die die Gesundheit und Sicherheit des Menschen wiederherstellen, erhalten und fördern.
Die ias Stiftung ist Mitglied im Bundesverband Deutscher Stiftungen.

## Auszeichnung
- 2016: die ias-Gruppe erhält den Top 100-Preis als eines der innovativsten Unternehmen im deutschen Mittelstand für die Weiterentwicklung ihrer Psychosozialen Beratung zur EAP-Expertenberatung und der Markteinführung ihres Leistungsfähigkeitsmanagements.[14]

## Kuratorium
- Norbert Bensel: Vorsitzender des Kuratoriums, Mitglied des Kuratoriums
- Bernd Bechtold: Stellvertretender Vorsitzender des Kuratoriums, Mitglied des Kuratoriums
- Verena Stangl: Mitglied des Kuratoriums
- Thomas Marquardt: Mitglied des Kuratoriums
- Isolde Eirund: Arbeitnehmervertretung, Mitglied des Kuratoriums